# عبد الله الأحمد (طبيب)
عبد الله أسعد عبد الكريم الأحمد أو عبد الله أبو التين (أبو عمر؛ 28 مايو 1980 – 14 أكتوبر 2022) كان طبيبًا ومقاوِمًا فلسطينيًا وقياديًا بارزًا في كتائب شهداء الأقصى. كما كان قائمًا بأعمال رئيس وحدة الإجازة والترخيص في وزارة الصحة الفلسطينية حتى عام 2022.

## حياته
ولد عبدالله أسعد عبد الكريم الأحمد في مدينة نابلس لأسرة فلسطينية من قرية رمانة شمال محافظة جنين بتاريخ 28 مايو 1980 وهو وحيد عائلته.
أنهى دراسته الأساسية والإعدادية وحصل على الثانوية العامة في مدارس بلدته رمانة، وبعد ذلك سافر إلى أوكرانيا حيث التحق بكلية الطب في جامعة خاركوف الوطنية الطبية والتي حصل منها على شهادة البكالوريوس في الطب، خلال دراسته الجامعية التحق بتنظيم حركة فتح وكان من نشطاء الطلبة في جامعته.

## اغتياله
صباح يوم الجمعة الموافق 14 أكتوبر 2022 وخلال اجتياح إسرائيلي لمدينة جنين ومخيمها خرج الدكتور عبدالله متطوعًا في صباح ذلك اليوم ليعالج أحد المصابين في باحة مستشفى الشهيد د. خليل سليمان الحكومي حيث أطلق قناص إسرائيلي الرصاص باتجاهه وأصابه إصابة مباشرة في الرأس، على إثر ذلك تم إنعاشه ومن ثم فارق الحياة لاحقًا.

## الحياة الشخصية
تزوج عبدالله الأحمد من أنصار كميل وهي ابنة الأسير أبو العوض كميل الذي أمضى في سجون الاحتلال 23 عامًا، وله ثلاثة أطفال.